# Corali armonizzati di Johann Sebastian Bach

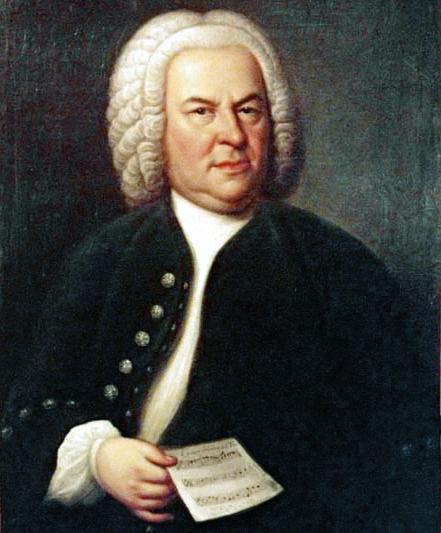
Johann Sebastian Bach.

I corali armonizzati di Johann Sebastian Bach consistono nell'armonizzazione in forma di corale di 189 melodie tradizionali luterane. Queste armonizzazioni occupano i posti da 250 a 438 del Bach-Werke-Verzeichnis.
Ci sono inoltre altri corali armonizzati inseriti nelle cantate, nei mottetti, nelle passioni e nel piccolo libro di Anna Magdalena Bach. Le melodie dei corali non sono mai di Bach, ma sono sempre tratte da canti liturgici tradizionali della chiesa luterana. Di seguito le singole composizioni:
- BWV 250 - Was Gott tut, das ist wohlgetan
- BWV 251 - Sei Lob und Ehr' dem höchsten Gut
- BWV 252 - Nun danket alle Gott
- BWV 253 - Ach bleib bei uns, Herr Jesu Christ
- BWV 254 - Ach Gott, erhör' mein Seufzen
- BWV 255 - Ach Gott und Herr
- BWV 256 - Ach lieben Christen, seid getrost
- BWV 257 - Wär Gott nicht mit uns diese Zeit
- BWV 258 - Wo Gott der Herr nicht bei uns hält
- BWV 259 - Ach, was soll ich Sünder machen
- BWV 260 - Allein Gott in der Höh' sei Ehr'
- BWV 261 - Allein zu dir, Herr Jesu Christ
- BWV 262 - Alle Menschen müssen sterben
- BWV 263 - Alles ist an Gottes Segen
- BWV 264 - Als der gütige Gott
- BWV 265 - Als Jesus Christus in der Nacht
- BWV 266 - Als vierzig Tag nach Ostern
- BWV 267 - An Wasserflüssen Babylon
- BWV 268 - Auf, auf, mein Herz, und du mein ganzer Sinn
- BWV 269 - Aus meines Herzens Grunde
- BWV 270 - Befiehl du deine Wege
- BWV 271 - Befiehl du deine Wege
- BWV 272 - Befiehl du deine Wege
- BWV 273 - Christ, der du bist der helle Tag
- BWV 274 - Christe, der du bist Tag und Licht
- BWV 275 - Christe, du Beistand deiner Kreuzgemeinde
- BWV 276 - Christ ist erstanden
- BWV 277 - Christ lag in Todesbanden
- BWV 278 - Christ lag in Todesbanden
- BWV 279 - Christ lag in Todesbanden
- BWV 280 - Christ, unser Herr, zum Jordan kam
- BWV 281 - Christus, der ist mein Leben
- BWV 282 - Christus, der ist mein Leben
- BWV 283 - Christus, der uns selig macht
- BWV 284 - Christus, ist erstanden, hat überwunden
- BWV 285 - Da der Herr Christ zu Tische saß
- BWV 286 - Danket dem Herren
- BWV 287 - Dank sei Gott in der Höhe
- BWV 288 - Das alte Jahr vergangen ist
- BWV 289 - Das alte Jahr vergangen ist
- BWV 290 - Das walt' Gott Vater und Gott Sohn
- BWV 291 - Das walt' mein Gott, Vater, Sohn und heiliger Geist
- BWV 292 - Den Vater dort oben
- BWV 293 - Der du bist drei in Einigkeit
- BWV 294 - Der Tag, der ist so freudenreich
- BWV 295 - Des heil'gen Geistes reiche Gnad'
- BWV 296 - Die Nacht ist kommen
- BWV 297 - Die Sonn' hat sich mit ihrem Glanz
- BWV 298 - Dies sind die heil'gen zehn Gebot'
- BWV 299 - Dir, dir, Jehova, will ich singen
- BWV 300 - Du grosser Schmerzensmann
- BWV 301 - Du, o schönes Weltgebäude
- BWV 302 - Ein' feste Burg ist unser Gott
- BWV 303 - Ein' feste Burg ist unser Gott
- BWV 304 - Eins ist Not! ach Herr, dies Eine
- BWV 305 - Erbarm' dich mein, o Herre Gott
- BWV 306 - Erstanden ist der heil'ge Christ
- BWV 307 - Es ist gewisslich an der Zeit
- BWV 308 - Es spricht der Unweisen Mund wohl
- BWV 309 - Es stehn vor Gottes Throne
- BWV 310 - Es wird schier der letzte Tag herkommen
- BWV 311 - Es woll' uns Gott genädig sein
- BWV 312 - Es woll' uns Gott genädig sein
- BWV 313 - Für Freuden lasst uns springen
- BWV 314 - Gelobet seist du, Jesu Christ
- BWV 315 - Gib dich zufrieden und sei stille
- BWV 316 - Gott, der du selber bist das Licht
- BWV 317 - Gott, der Vater, wohn' uns bei
- BWV 318 - Gottes Sohn ist kommen
- BWV 319 - Gott hat das Evangelium
- BWV 320 - Gott lebet noch
- BWV 321 - Gottlob, es geht nunmehr zu Ende
- BWV 322 - Gott sei gelobet und gebenedeiet/Meine Seele erhebet den Herrn
- BWV 323 - Gott sei uns gnädig
- BWV 324 - Meine Seele erhebet den Herrn
- BWV 325 - Heilig, heilig
- BWV 326 - Herr Gott, dich loben alle wir
- BWV 327 - Vor deinen Thron tret' ich hiermit
- BWV 328 - Herr, Gott, dich loben wir
- BWV 329 - Herr, ich denk' an jene Zeit
- BWV 330 - Herr, ich habe missgehandelt
- BWV 331 - Herr, ich habe missgehandelt
- BWV 332 - Herr Jesu Christ, dich zu uns wend
- BWV 333 - Herr Jesu Christ, du hast bereit't
- BWV 334 - Herr Jesu Christ, du höchstes Gut
- BWV 335 - Herr Jesu Christ, mein's Lebens Licht
- BWV 336 - Herr Jesu Christ, wahr'r Mensch und Gott
- BWV 337 - Herr, nun lass in Frieden
- BWV 338 - Herr, straf mich nicht in deinem Zorn
- BWV 339 - Herr, wie du willst, so schick's mit mir
- BWV 340 - Herzlich lieb hab ich dich, o Herr
- BWV 341 - Heut' ist, o Mensch, ein grosser Trauertag
- BWV 342 - Heut' triumphieret Gottes Sohn
- BWV 343 - Hilf, Gott, dass mir's gelinge
- BWV 344 - Hilf, Herr Jesu, lass gelingen
- BWV 345 - Ich bin ja, Herr, in deiner Macht
- BWV 346 - Ich dank' dir Gott für all' Wohltat
- BWV 347 - Ich dank' dir, lieber Herre
- BWV 348 - Ich dank' dir, lieber Herre
- BWV 349 - Ich dank' dir schon durch deinen Sohn
- BWV 350 - Ich danke dir, o Gott, in deinem Throne
- BWV 351 - Ich hab' mein' Sach' Gott heimgestellt
- BWV 352 - Jesu, der du meine Seele
- BWV 353 - Jesu, der du meine Seele
- BWV 354 - Jesu, der du meine Seele
- BWV 355 - Jesu, der du selbsten wohl
- BWV 356 - Jesu, du mein liebstes Leben
- BWV 357 - Jesu, Jesu, du bist mein
- BWV 358 - Jesu, meine Freude
- BWV 359 - Jesu meiner Seelen Wonne
- BWV 360 - Jesu, meiner Freuden Freude
- BWV 361 - Jesu, meines Herzens Freud'
- BWV 362 - Jesu, nun sei gepreiset
- BWV 363 - Jesus Christus, unser Heiland
- BWV 364 - Jesus Christus, unser Heiland
- BWV 365 - Jesus, meine Zuversicht
- BWV 366 - Ihr Gestirn', ihr hohlen Lüfte
- BWV 367 - In allen meinen Taten
- BWV 368 - In dulci jubilo
- BWV 369 - Keinen hat Gott verlassen
- BWV 370 - Komm, Gott Schöpfer, heiliger Geist
- BWV 371 - Kyrie, Gott Vater in Ewigkeit
- BWV 372 - Lass, o Herr, dein Ohr sich neigen
- BWV 373 - Liebster Jesu, wir sind hier
- BWV 374 - Lobet den Herren, denn er ist freundlich
- BWV 375 - Lobt Gott, ihr Christen, allzugleich
- BWV 376 - Lobt Gott, ihr Christen, allzugleich
- BWV 377 - Mach's mit mir, Gott, nach deiner Güt'
- BWV 378 - Meine Augen schliess' ich jetzt
- BWV 379 - Meinen Jesum lass' ich nicht, Jesus
- BWV 380 - Meinen Jesum lass' ich nicht, weil
- BWV 381 - Meines Lebens letzte Zeit
- BWV 382 - Mit Fried' und Freud' ich fahr' dahin
- BWV 383 - Mitten wir im Leben sind
- BWV 384 - Nicht so traurig, nicht so sehr
- BWV 385 - Nun bitten wir den heiligen Geist
- BWV 386 - Nun danket alle Gott
- BWV 387 - Nun freut euch, Gottes Kinder all'
- BWV 388 - Nun freut euch, lieben Christen g'mein
- BWV 389 - Nun lob', mein' Seel', den Herren
- BWV 390 - Nun lob', mein Seel', den Herren
- BWV 391 - Nun preiset alle Gottes Barmherzigkeit
- BWV 392 - Nun ruhen alle Wälder
- BWV 393 - O Welt, sieh hier dein Leben
- BWV 394 - O Welt, sieh hier dein Leben
- BWV 395 - O Welt, sieh hier dein Leben
- BWV 396 - Nun sich der Tag geendet hat
- BWV 397 - O Ewigkeit, du Donnerwort
- BWV 398 - O Gott, du frommer Gott
- BWV 399 - O Gott, du frommer Gott
- BWV 400 - O Herzensangst, o Bangigkeit
- BWV 401 - O Lamm Gottes, unschuldig
- BWV 402 - O Mensch, bewein' dein' Sünde gross
- BWV 403 - O Mensch, schaue Jesum Christum an
- BWV 404 - O Traurigkeit, o Herzeleid
- BWV 405 - O wie selig seid ihr doch, ihr Frommen
- BWV 406 - O wie selig seid ihr doch, ihr Frommen
- BWV 407 - O wir armen Sünder
- BWV 408 - Schaut, ihr Sünder
- BWV 409 - Seelen-Bräutigam
- BWV 410 - Sei gegrüsset, Jesu gütig
- BWV 411 - Singet dem Herrn ein neues Lied
- BWV 412 - So gibst du nun, mein Jesu, gute Nacht
- BWV 413 - Sollt' ich meinem Gott nicht singen
- BWV 414 - Uns ist ein Kindlein heut' gebor'n
- BWV 415 - Valet will ich dir geben
- BWV 416 - Vater unser im Himmelreich
- BWV 417 - Von Gott will ich nicht lassen
- BWV 418 - Von Gott will ich nicht lassen
- BWV 419 - Von Gott will ich nicht lassen
- BWV 420 - Warum betrübst du dich, mein Herz
- BWV 421 - Warum betrübst du dich, mein Herz
- BWV 422 - Warum sollt' ich mich denn grämen
- BWV 423 - Was betrübst du dich, mein Herze
- BWV 424 - Was bist du doch, o Seele, so betrübet
- BWV 425 - Was willst du dich, o meine Seele
- BWV 426 - Weltlich Ehr' und zeitlich Gut
- BWV 427 - Wenn ich in Angst und Not
- BWV 428 - Wenn mein Stündlein vorhanden ist
- BWV 429 - Wenn mein Stündlein vorhanden ist
- BWV 430 - Wenn mein Stündlein vorhanden ist
- BWV 431 - Wenn wir in höchsten Nöten sein
- BWV 432 - Wenn wir in höchsten Nöten sein
- BWV 433 - Wer Gott vertraut, hat wohl gebaut
- BWV 434 - Wer nur den liebe Gott lässt walten
- BWV 435 - Wie bist du, Seele, in mir so gar betrübt
- BWV 436 - Wie schön leuchtet der Morgenstern
- BWV 437 - Wir glauben all' an einen Gott
- BWV 438 - Wo Gott zum Haus nicht gibt sein' Gunst